# Gabriella Ferri (album 1966)
Gabriella Ferri è il primo album inciso dall'omonima cantautrice italiana, pubblicato nel 1966. Due anni dopo fu ripubblicato in edizione economica col titolo Roma mia bella (Joker SM 3040).

## Tracce
Lato A
1. Er carrettiere a vino (Romolo Balzani) (anche su 45 giri Jolly J 20391)
2. Le mantellate (Giorgio Strehler-Fiorenzo Carpi) (anche su 45 giri Jolly J 20391)
3. Te possino da' tante coltellate (Gabriella Ferri-Raffaele Pisu-Luisa De Santis)
4. Nina si voi dormite (Amerigo Marino-Romolo Leonardi)
5. Povera mamma (Gabriella Ferri)
6. Stornello dell'estate (Ghigo De Chiara-Ennio Morricone)

Lato B
1. Barcarolo romano (Pio Pizzicaria-Romolo Balzani) (anche su 45 giri Jolly J 20368)
2. Aritornelli antichi (Gabriella Ferri)
3. M'hai messo le catene (Gabriella Ferri)
4. Er patto stucco (Gabriella Ferri)
5. Vola vola l'aritornello (Gabriella Ferri)
6. L'eco der core (Oberdan Petrini-Romolo Balzani)